# Dlatego żyjemy
Dlatego żyjemy – debiutancki tom poetycki Wisławy Szymborskiej wydany w 1952 w Warszawie przez Spółdzielnię Wydawniczą „Czytelnik”.
Na podstawie tego tomiku, wydanym w nakładzie 1140 egzemplarzy i utrzymanym w nurcie socrealizmu, Szymborska została przyjęta do Związku Literatów Polskich. W roku wydania wiersz „Gdy nad kołyską Ludowej Konstytucji do wspomnień sięga stara robotnica” został nagrodzony w konkursie Ministra Kultury i Sztuki, ZLP i SDP. W 1954 również w „Czytelniku” ukazuje się drugie wydanie tomiku, tym razem w zwiększonym nakładzie 2101 egzemplarzy. W tymże roku Szymborska za dwa pierwsze tomiki („Dlatego żyjemy”, „Pytania zadawane sobie”) została wyróżniona Nagrodą Literacką Miasta Krakowa.